# 佳能 EOS-1D Mark II
佳能 EOS 1D Mark II是820万像素的专业级数码单镜反光相机，由日本佳能制造，2004年上市。此機種是佳能 EOS-1D的后续版本。该相机为APS-H画幅。

## 佳能 EOS-1D Mark II N
2005年8月22日，佳能宣布将发布佳能 EOS 1D Mark II的改进版本佳能 EOS 1D Mark II N。佳能 EOS 1D Mark II N具有相同的CMOS感光元件和DIGIC II图像处理器。改进后的版本还拥有一个2.5寸宽的液晶显示屏、改善的缓冲器以及新的图片风格内置参数。